# Тюльпан прибрежный
Тюльпа́н прибре́жный, также тюльпан приречный  (лат. Túlipa ripária) — вид многолетних луковичных травянистых растений из рода Тюльпан семейства Лилейные.

## Распространение и экология
Ареал: в естественной среде произрастает на Среднем Урале.
Экология: в естественных условиях произрастает в поймах рек.
Фенология: цветёт в течение мая, плодоносит в июне—июле.

## Ботаническое описание
Луковица имеет яйцевидную форму.
Высота стебля 20—50 сантиметров, листьев 2—3, заострённые отогнутые.
Единственный цветок — поникающий, с заострёнными долями околоцветника, обычно сиреневый, реже жёлтый с пурпурным загаром, основания долей с внутренней стороны жёлтые.
Тюльпан прибрежный — триплоид, число хромосом 2n=36. Кариотип состоит из трёх наборов по 12 хромосом в каждом. 24 хромосомы из 36 образуют пары, остальные 12 хромосом не составляют пар и резко отличаются от них по морфологии. Это позволяет предположить, что тюльпан прибрежный не является автополиплоидом и имеет гибридогенное происхождение.

## Указания в Красных книгах регионов России
- Тюльпан прибрежный включён в красную книгу Челябинской области[2].